# Browning (Montana)
Browning – miasto w Stanach Zjednoczonych, w stanie Montana, w hrabstwie Glacier. Miasto leży na terenie rezerwatu Indian Czarnych Stóp i stanowi jego centrum administracyjne.